# Julian Hill Whittlesey
Julian Hill Whittlesey (* 27. Oktober 1905 in Greenwich, Connecticut; † 20. Mai 1995 in Wilton, Connecticut) war ein US-amerikanischer Architekt und Stadtplaner.

## Leben
Julian Hill Whittlesey, zweites von drei Kindern von Granville Whittlesey und dessen Ehefrau Julia Delacour Hill Whittlesey, begann nach dem Schulbesuch ein Studium der Fächer Architektur und Bauingenieurwesen an der Yale University, das er 1927 mit einem Bachelor sowie 1930 mit einem Master abschloss. Während dieser Zeit unternahm er mit finanzieller Unterstützung durch ein Stipendium auch einen Auslandsstudienaufenthalt in Griechenland an der American School of Classical Studies at Athens (ASCSA). Nach Abschluss seines Studiums war er zunächst im Staatsdienst tätig und Mitarbeiter der im Rahmen des New Deal von US-Präsident Franklin D. Roosevelt gegründeten Behörde für Neuansiedlungen (Resettlement Administration) sowie der Behörde für öffentlichen Wohnungsbau (US Public Housing Administration).
1935 gründete Whittlesey zusammen mit Albert Mayer das Architektur- und Stadtplanungsbüro Mayer & Whittlesey, das während des Zweiten Weltkrieges militärisch genutzte Häuser und Verwaltungsgebäude entwarf. Daneben entwarf das Büro zahlreiche größere Gebäude wie das Manhattan House in der New Yorker Upper East Side sowie das Jacob M. Kaplan Building und das Albert A. List Building für The New School. Des Weiteren schuf das Büro Mayer & Whittlesey Stadtplanungsentwürfe für Kitimat in British Columbia sowie stadtplanerische Vorentwürfe für die 1966 entstandene Planstadt Chandigarh in Indien. In den 1950er Jahren gründete er mit William Conklin und James Rossant das Büro Whittlesey, Conklin & Rossant, das die Entwürfe für die 1964 entstandene Planstadt Reston erstellte.
1971 wurde er Mitglied der American Academy of Arts and Sciences. Nach seinem Tode wurde er auf dem Wooster Cemetery in Danbury beigesetzt.

## Veröffentlichung
- Photogrammetry for the archaeologist. With calculator programs for cartographic plotting, 1979